# 魯克里群島

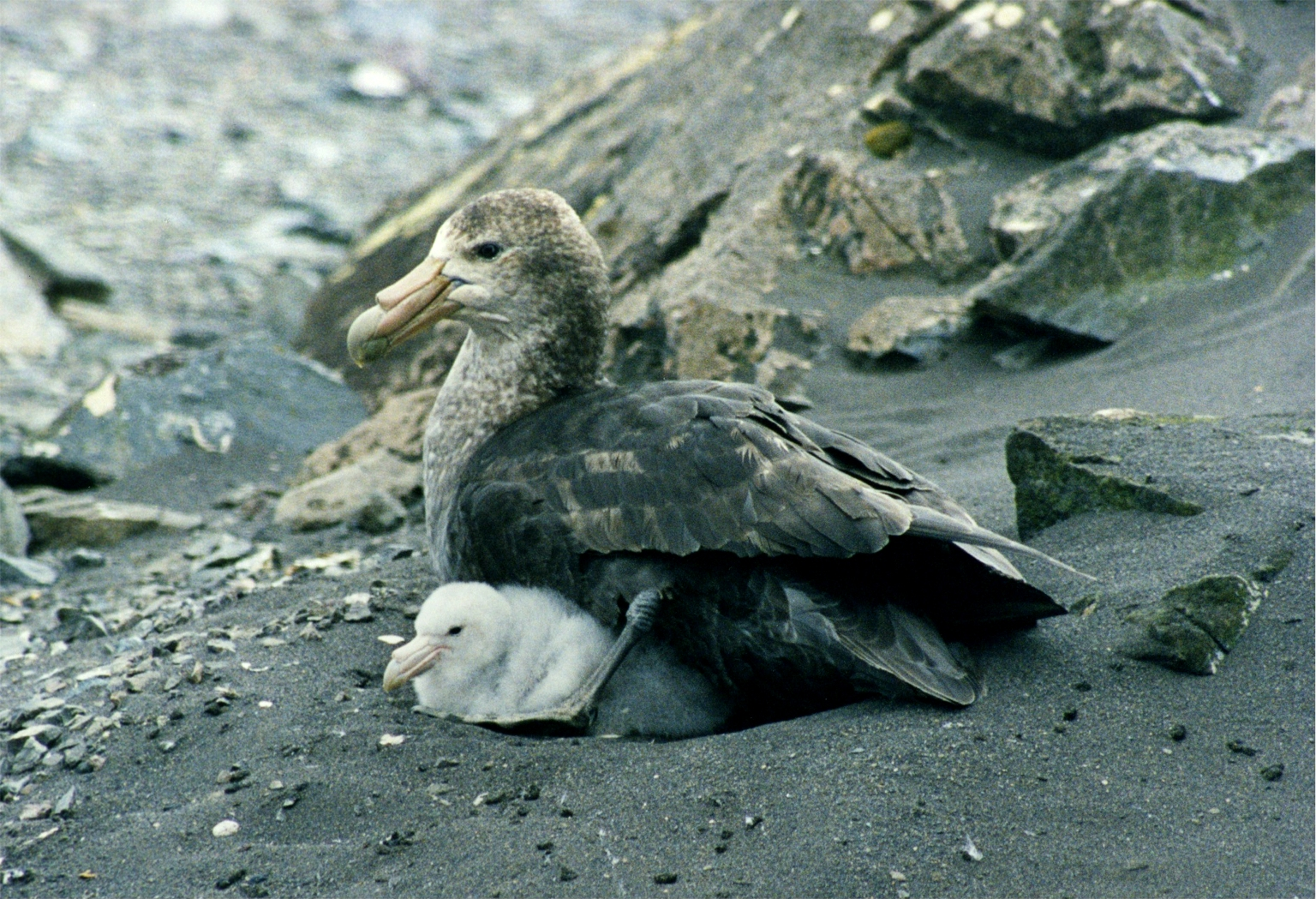

魯克里群島（英語：Rookery Islands）是南極洲的群島，位於麥克羅伯特森地的霍姆灣西部，處於大衛山脈和馬遜山脈以北，現時由南極條約體系管理。
67°36′37″S 62°32′07″E / 67.61028°S 62.53528°E